# 첨예편모충류
첨예편모충류 또는 옥시모나스류(Oxymonads)는 편모충류 원생동물 분류군의 하나로 흰개미 등의 뱃속에 기생하는 미생물이다. 디네님파속(Dinenympha)과 피르소님파속(Pyrsonympha) 그리고 옥시모나스속(Oxymonas)을 포함하고 있다.

## 하위 과
- Oxymonadidae
- 다편모충과 (Polymastigidae)
- 소첨편모충과 (Pyrsonymphidae)
- Saccinobaculidae
- Streblomastigidae